# Pilosella piloselloides
Espèce
Classification phylogénétique
Synonymes
- Hieracium piloselloides Vill.[1]

Pilosella piloselloides, de nom commun fausse piloselle, épervière fausse piloselle, grande piloselle ou épervière des Florentins, est une espèce de plante à fleurs de la famille des Asteraceae et du genre Pilosella.

## Sous-espèces
- Pilosella piloselloides subsp. bauhinii
- Pilosella piloselloides subsp. praealta
- Pilosella piloselloides subsp. piloselloides

## Description
La fausse piloselle pousse comme une plante herbacée vivace verte hivernante et atteint des hauteurs principalement de 20 à 80 centimètres. Elle forme un rhizome trapu, pas de stolon, mais on trouve parfois des pousses latérales semblables à des stolons. La tige, ramifiée tout au plus dans la partie supérieure, a peu de poils simples (2 à 4 mm de long) et dans la partie supérieure également des poils glandulaires (indumentum). Elle contient de la sève laiteuse.
La plupart des feuilles (3 à 8, rarement plus de 20) sont disposées en rosettes basales et généralement seulement une à trois, rarement quatre à cinq sont alternativement réparties sur la tige. Les feuilles basales grossières, bleu-vert mesurent 3 à 10, rarement jusqu'à 15 cm de longueur et 8 à plus de 20 mm de largeur, recto-lancéolées à lancéolées, spatulées à linéaires-lancéolées à obovales avec une base de lame en forme de coin et une extrémité supérieure arrondie à pointue et, principalement uniquement sur le bord de la feuille généralement lisse et sur le nerf dorsal dispersé à modérément faiblement lâche, à poils durs, légèrement poilus et squameux des deux côtés. Pendant la période de floraison, cependant, les trichomes ne se trouvent que sur le bord et sous la nervure médiane. La face inférieure de la feuille peut être lâche ou étoilée.
La période de floraison s'étend de mai à septembre, selon l'endroit. L'inflorescence totale dorée initialement plus ou moins encombrée ou rarement paniquée, ensuite plus lâche, ramifiée (avec 3 à 10, rarement jusqu'à 15 branches) en contient généralement 10 à 30 inflorescences partielles en forme de coupe. L'involucre en forme de cloche mesure de 5 à 8 mm de long et contient de 12 à plus de 18 bractées. Les bractées vert foncé à noires ont un bord clair à peine reconnaissable à très large et sont chauves à peu poilues; il y a des glandes clairsemées à abondantes et il n'y a pas ou peu de flocons. Les capitules ne contiennent que des fleurs. Les fleurs rayonnées à cinq lobes sont d'un jaune d'or pur. 
Les akènes noirs de 1,5 à 2 mm de long ont un pappus qui se compose d'une rangée de 25 à plus de 40 soies blanches à jaunâtres.
Le nombre de chromosomes de base est x = 9 ; les niveaux de ploïdie avec un nombre de chromosomes de 2n = 18, 27, 36 ou 45 sont déterminés.

## Répartition
Pilosella piloselloides est un élément de la flore européenne et proche-orientale, subméridionale à boréale. Pour l'Asie occidentale et la région du Caucase, il existe des localités pour le Liban, la Syrie, la Turquie, l'Arménie et l'Azerbaïdjan. Pour l'Europe du Nord, du Centre, de l'Est, du Sud-Ouest et du Sud-Est, il existe des localités pour l'Allemagne, l'Autriche, la Suisse, la Hongrie, la République tchèque, la Slovaquie, les Pays-Bas, la Pologne, la Finlande, la Norvège, la Suède, les États baltes, la partie européenne de la Russie, la Biélorussie , la Moldavie, l'Ukraine, l'Albanie, la Bulgarie, la Bosnie-Herzégovine, la Grèce, la Macédoine du Nord, le Monténégro, la Roumanie, la Serbie, la Croatie, la Slovénie, l'Italie et la France (y compris la Corse).
C'est un néophyte au Royaume-Uni, en Belgique et aux Pays-Bas en Europe. En Amérique du Nord, c'est un néophyte, présent de la côte nord de l'Atlantique, dans les provinces de l'est du Canada jusqu'au Maine et au sud jusqu'en Géorgie, à l'ouest le long des Grands Lacs jusqu'au Minnesota et l'Iowa. C'est aussi un néophyte du sud de l'Amérique du Sud en Argentine et au Chili. 
En Allemagne, la fausse piloselle se développe mieux dans des endroits modérément chauds sur des sols secs à frais, alcalins, à faible teneur en azote. Elle pousse dans les interstices des pelouses xérothermiques, sur les franges d'arbustes sèches, dans les forêts clairsemées et dans les zones rudérales sèches telles que les remblais de chemin de fer, les gravières, les carrières.

## Écologie
Elle est une plante hôte de la chenille de Crombrugghia tristis.